# كفر أبراش
قرية كفر ابراش هي إحدى القرى التابعة لمركز مشتول السوق في محافظة الشرقية في جمهورية مصر العربية. حسب إحصاءات سنة 2006، بلغ إجمالي السكان في كفر ابراش 23297 نسمة، منهم 11911 رجل و11386 امرأة.